# Batalla de Poltava
La batalla de Poltava se libró entre el ejército del zar Pedro I de Rusia y el del  rey Carlos XII de Suecia, el 8 de julio de 1709, y es una de las más famosas batallas de la Gran Guerra del Norte. Terminó con la victoria rusa, iniciando el fin del Imperio sueco como potencia en Europa.

## Preludio
Después de las victorias en 1700, Rusia y Dinamarca cayeron como potencias militares, pero a Carlos XII le fue imposible finalizar la guerra ocho años antes de que pudiera llegar a acordar la paz con Sajonia y Polonia. Durante este tiempo, Pedro I reorganizó y armó un gran y moderno ejército, basándose en una infantería entrenada al modo occidental en el uso de armas, logrando una deslumbrante victoria en Livonia. Fundó además la ciudad de San Petersburgo. Como represalia, Carlos XII ordenó un golpe fatal al corazón de Rusia, con un ataque directo a Moscú.
En 1708, Carlos XII penetró en Rusia a la cabeza de un gran ejército. El ejército del zar rehusó entablar un combate directo y, en vez de eso, adoptó la táctica de tierra quemada. El verano era frío y húmedo, con dificultades para abastecerse.
El avance de Carlos XII dependía de una columna de abastecimiento y apoyo, al mando del general Adam Ludwig Lewenhaupt. Ésta consistía en unos refuerzos de 11 000 hombres, 16 cañones de artillería, numerosas cabezas de ganado para alimentación de la tropa y miles de carros que integraban el tren de bagajes. Las pésimas condiciones de las comunicaciones durante la primavera y el principio del verano en la llanura rusa, estación en la que se produce el deshielo combinado con las lluvias (raspútitsa), hicieron intransitables los caminos y ralentizaron enormemente la marcha de la columna.
Sin comunicación directa entre las dos fuerzas, el rey Carlos XII aguardó la llegada de Lewenhaupt a unos 130 kilómetros, pero, desconociendo la distancia que le separaba de la columna de abastecimientos, la paciencia del soberano sueco se colmó y decidió dirigirse hacia el sur, hacia Ucrania, donde encontraría nuevos abastecimientos y un mejor clima. Ucrania, bajo el mando de Iván Mazepa, había estado en conversaciones con Carlos XII y, en este punto, era un fiel aliado de los suecos, de los que esperaba apoyo para lograr independizarse de Rusia.
El general Lewenhaupt, una vez cancelado el punto de reunión inicial cercano a Moscú, se dirigió también hacia Ucrania en busca de las fuerzas del rey sueco. En el vado del río Sozh, en las proximidades de una pequeña aldea (que daría nombre a esta batalla) fue atacado por un destacamento ruso (batalla de Lesnaya). Sus fuerzas resistieron el hostigamiento de los rusos, pero sus oficiales y soldados quedaron sorprendidos por el hecho de que el reformado ejército ruso les mostraba su nueva capacidad para enfrentar una lucha con posibilidades de victoria. Lewenhaupt decidió reunirse a toda prisa con las tropas de Carlos XII, abandonando los cañones, el ganado y el resto de las provisiones, lo que ocasionó un motín entre sus tropas y la deserción (o desaparición) de 4000 hombres. Apoderándose del alcohol abandonado, los soldados se emborracharon y Lewenhaupt se vio forzado a abandonar a cerca de 1000 hombres bebidos en los bosques. Para el 19 de octubre, momento en que, finalmente, alcanzaron a Carlos XII y la fuerza principal sueca, habían perdido los abastecimientos y solamente quedaban 6000 hombres.

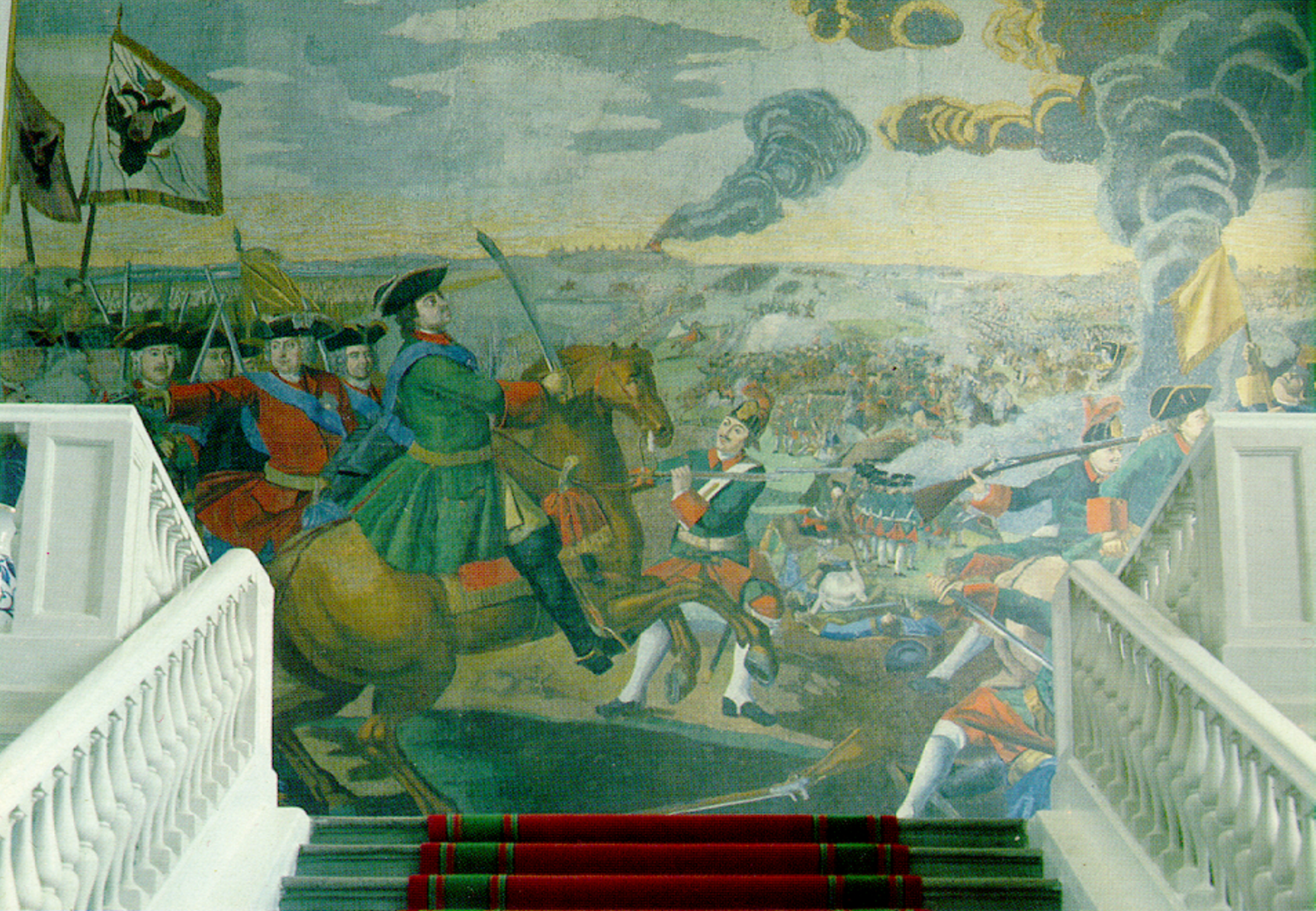
Batalla de Poltava: un fragmento del gran mosaico de Mijaíl Lomonósov.

Mientras tanto, Carlos XII había reanudado su avance, pero su ejército se había reducido a casi la mitad, debido al hambre, a las congelaciones, las enfermedades y otros efectos climatológicos. El clima húmedo también había afectado seriamente a las reservas de pólvora; su artillería estaba prácticamente fuera de combate, debido a la carencia de munición. No obstante, con sus menguadas fuerzas y artillería, la siguiente acción de Carlos XII fue poner sitio a la fortaleza de Poltava en el río Vorskla, en Ucrania. Pedro I, con el fin de contrarrestar el sitio de Poltava, organizó una gran fuerza para protegerla y fijó con gran rapidez una línea defensiva doble. Con esta defensa táctica (que recordaba el sitio de Alesia por César en 52 AC, donde a su vez fue sitiado por los galos) las fuerzas suecas quedaron confinadas entre los muros de la fortaleza y las líneas rusas envolventes.

## Batalla
Cuando la batalla se inició, Carlos XII tenía cerca de 20 000 hombres, en tanto que Pedro I disponía de 45 000. Para empeorar la situación inicial de los suecos, Carlos XII fue herido en un pie por un francotirador ruso el 17 de junio, durante el sitio a la fortaleza y mientras inspeccionaba los puestos de avanzada suecos en Vorskla. Esta circunstancia le obligó a transferir el mando al mariscal de campo Carl Gustaf Rehnskiöld. Planeó entonces romper las líneas rusas y escapar en dirección norte.
La batalla comenzó a las 3:45 de la madrugada del 28 de junio, antes de amanecer, con el avance de las tropas suecas contra las líneas fortificadas rusas. El planteamiento inicial de la acción ofensiva fue al modo tradicional, con los suecos mejor adiestrados atacando el flanco izquierdo y el centro de los rusos y conquistando algunas posiciones defensivas rusas. Los suecos parecían inicialmente poseer la ventaja, pero ésta fue anulada rápidamente.
Para el amanecer, el día estaba ya muy cálido y húmedo, con el Sol oscurecido por el humo de los cañones y el fuego de los mosquetes. Pedro I tenía un número considerablemente superior de soldados de infantería, lo que le permitió que, mientras atacaba a las fuerzas suecas con fuego graneado de artillería, numerosas unidades de infantes -que alcanzaban los 25 000 hombres- reforzaran el centro. Estas unidades se desplegaron aproximadamente a las 9:00 mañana, en el exterior de la fortificación, y tuvieron el apoyo de 73 cañones pesados.
La infantería sueca, comandada por el general Lewenhaupt, intentó atacar a la infantería rusa que tenía al frente. Pero el avance sueco pronto vaciló, y las pobres comunicaciones entre las líneas condujeron a una desorientación adicional entre las unidades suecas. Para empeorar las cosas, otra sección sueca, comandada por el general Roos, quedó aislada en las trincheras defensivas rusas cuando una columna de cerca de 4000 refuerzos rusos volvieron a ocupar las posiciones fortificadas, atrapando a Roos y su fuerza de 2600 hombres. Con más de 1000 bajas y con poca munición, Roos fue forzado a rendirse.
Al norte, el ataque sueco se debilitó cuando un contraataque ruso, comenzado a las 10:10 con una fuerza de caballería comandada por general Ménshikov, atacó el flanco derecho sueco aislando a la infantería sueca. Ésta quedó frente a la infantería rusa del centro, comandada por Pedro I en persona.
A las 10:30 otra sección de caballería rusa, comandada por general Bauer, atacó el flanco y la retaguardia izquierda suecas, rompiendo sus líneas en 15 minutos.
Viendo la derrota de su ejército, Carlos XII ordenó la retirada a las 11:00 de la mañana. Al mediodía, la batalla había concluido, pues la caballería rusa había reagrupado a los extraviados en el campo de batalla y había vuelto a sus propias líneas.
Carlos XII reunió entonces el resto de sus tropas y el tren del bagaje, y se retiró al sur un poco más tarde el mismo día, abandonando el sitio de Poltava. Los rusos persiguieron a los suecos que se dirigían al río Dniéper, logrando tres días más tarde la rendición en Perevolochna, el 1 de julio.
Carlos XII logró atravesar el río Prut, junto con su guardia personal y algunos altos oficiales, dirigiéndose luego a la ciudad de Bender en el Imperio otomano, donde encontró refugio.
El día de la batalla de Poltava en el Zarato ruso fue el 28 de junio de 1709 debido a que allí regía aún el calendario juliano, pero en los países que ya habían pasado al calendario gregoriano era el 8 de julio de 1709.

## Consecuencias

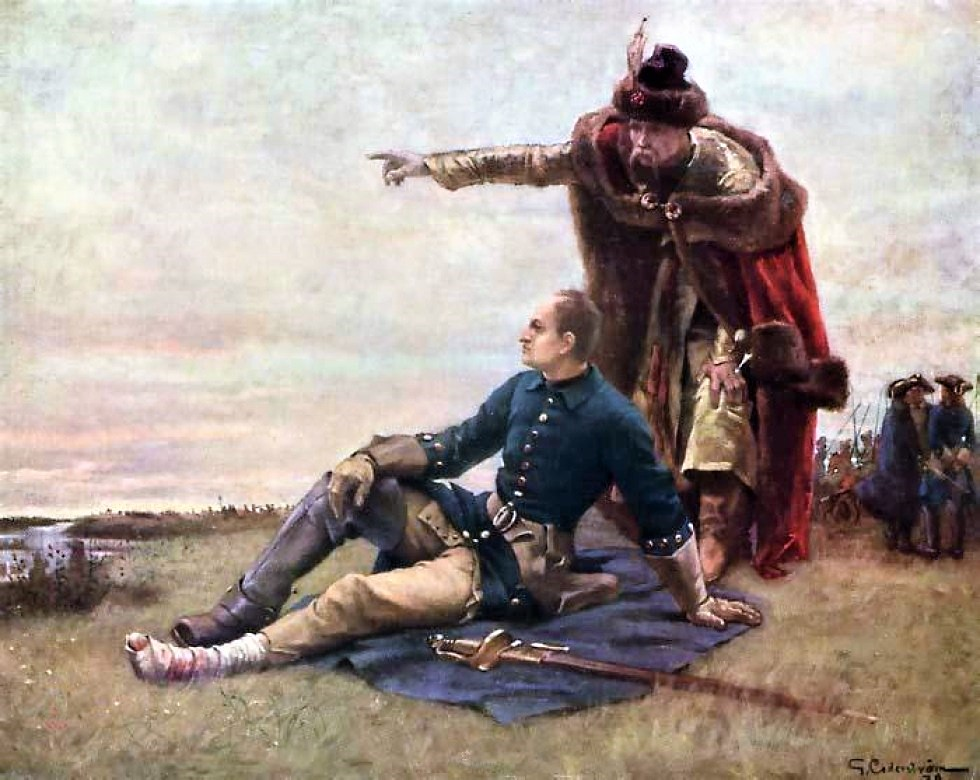
Carlos XII e Iván Mazepa en el río Dniéper luego de Poltava por Gustaf Cederström.

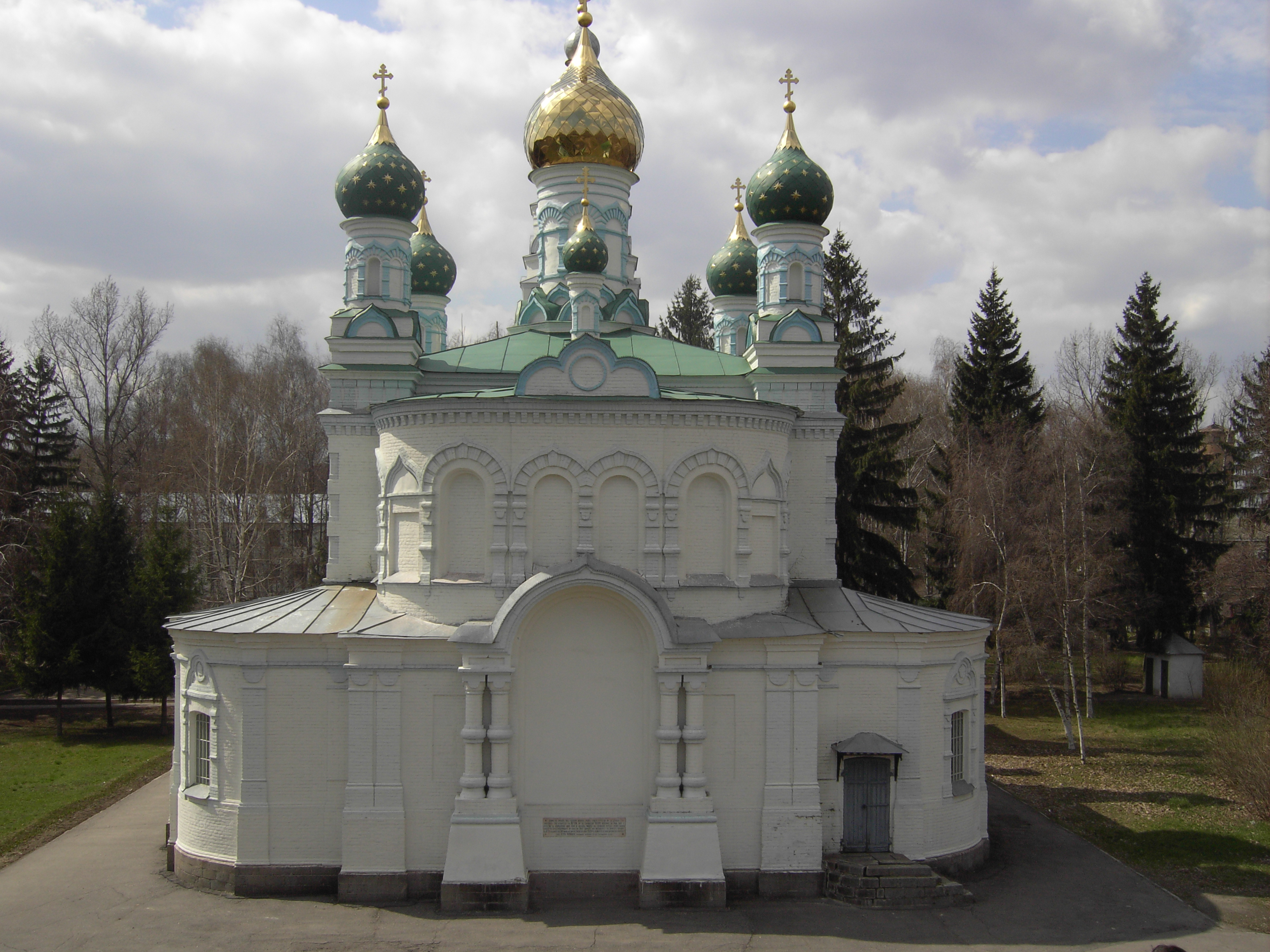
Iglesia ortodoxa en el campo de batalla

Casi todo el ejército sueco que sobrevivió, cuyos números llegaban a varios miles, capituló en Perevolchna el 11 de julio de 1709. Los prisioneros fueron puestos a trabajar en la construcción de la nueva ciudad de San Petersburgo. A Carlos y Mazepa se les permitió escapar con aproximadamente 1.500 hombres a Bendery, Moldavia, que en ese entonces estaba controlada por el Imperio otomano. Carlos pasó cinco años exiliado allí antes de poder volver a Suecia.